# Starang Wondah
Starang Wondah es un rapero americano miembro del grupo O.G.C. y del colectivo de hip hop Boot Camp Clik. Starang debutó en 1995 en el álbum Dah Shinin de Smif-N-Wessun, en las canciones "Sound Bwoy Bureill" y "Cession at da Doghillee". Ese mismo año, Starang y O.G.C. se unieron con Heltah Skeltah para formar el grupo The Fab 5, lanzando el sencillo "Blah" b/w "Leflaur Leflah Eshkoshka", todo un éxito en Billboard Hot 100. Los dos grupos tomaron caminos diferentes en 1996 y editaron sus respectivos álbumes en solitario: O.G.C. con Da Storm, y Heltah Skeltah con Nocturnal. Da Storm fue el único álbum debut de Boot Camp que no incluye un éxito de Billboard Hot 100, y vendió algo menos, unas 200.000 copias en Estados Unidos. Uno de los sencillos del álbum fue "Hurricane Starang", rapeado solo por Starang Wondah, que incluye un video musical. Starang junto con Boot Camp sacó un álbum en 1997 titulado For the People. En 1998, Starang hizo varias apariciones en el álbum Magnum Force de Heltah Skeltah, más notablemente en el sencillo "I Ain't Havin' That". Un año después, O.G.C. sacó se segundo álbum, The M-Pire Shrikez Back, que recibió buenas críticas pero pobres ventas. Entre 2000 y 2001, Starang lanzó un par de singles en solitario, "That's What's Up" y "The Game", que se incluyeron en el álbum compilación Collect Dis Edition de Duck Down Records. Starang regresó con Boot Camp Clik en 2002, para lanzar el álbum The Chosen Few. Desde entonces O.G.C. está retirado como grupo, pero aparece en The Last Stand, último álbum de Boot Camp de 2006.

## Discografía

### Álbumes con O.G.C.
- Da Storm (1996)
- The M-Pire Shrikez Back (1999)

### Álbumes con Boot Camp Clik
- For the People (1997)
- The Chosen Few (2002)
- The Last Stand (2006)